# Metacosmus mancipennis
Metacosmus mancipennis är en tvåvingeart som beskrevs av Daniel William Coquillett 1910. Metacosmus mancipennis ingår i släktet Metacosmus och familjen svävflugor. Inga underarter finns listade i Catalogue of Life.